# Wanted (série télévisée, 2016)
Pour les articles homonymes, voir Wanted.
Wanted est une série télévisée dramatique australienne, créée par Rebecca Gibney et Richard Bell le 9 février 2016 pour Seven Network.
En France, la série est disponible sur la plateforme Netflix.

## Synopsis
Fin de soirée, deux femmes que tout oppose se retrouvent devant un arrêt de bus de banlieue. Lola la caissière et Chelsea la comptable voient un véhicule avoir un accident devant elles. Deux hommes masqués arrivent et abattent le chauffeur de la voiture accidentée. Lola se jette sur le tueur et se débat avec lui quand son arme tire et le tue. Le deuxième homme, qui a perdu sa cagoule, décide de kidnapper les deux femmes qui ont vu son visage. Sans le vouloir, Lola et Chelsea, se retrouvent au milieu d'une conspiration qui va les obliger à fuir et à traverser l'Australie.

## Distribution
- Rebecca Gibney (VF : Blanche Ravalec) : Lola Buckley (18 épisodes)
- Geraldine Hakewill (VF : Marie Tirmont) : Chelsea Babbage (18 épisodes)
- Steve Peacocke (VF : Taric Mehani) : le détective Josh Levine (saisons 1-2 - 9 épisodes)
- Robyn Malcolm (VF : ) : Donna Walsh, la sœur de Lola (10 épisodes)
- Nicholas Bell (VF : Jean-François Aupied) : Ray Stanton (saisons 1-2 - 10 épisodes)
- Anthony Phelan  (VF : Patrick Messe) : Kelvin "Kel" Morrison (saisons 1-2 - 11 épisodes)

## Épisodes
| Saison | Saison | Nombre d'épisodes | Diffusion originale | Début de saison | Fin de saison   | Année |
| ------ | ------ | ----------------- | ------------------- | --------------- | --------------- | ----- |
|        | 1      | 6                 | Seven Network       | 9 février 2016  | 8 mars 2016     | 2016  |
|        | 2      | 6                 | Seven Network       | 5 juin 2017     | 3 juillet 2017  | 2017  |
|        | 3      | 6                 | Seven Network       | 15 octobre 2018 | 29 octobre 2018 | 2018  |